# Прокопченко Віталій Вікторович
Віта́лій Ві́кторович Прокопченко (нар. 14 січня 1983, Запоріжжя, УРСР) — український футболіст, нападник. Зіграв понад 200 матчів у Першій та Другій лізі чемпіонатах України.

## Життєпис
Перший тренер — В'ячеслав Тропін. Вихованець запорізького «Торпедо», де грав разом з Сергієм Жигаловим. На професіональному рівні у складі команди дебютував 29 червня 1999 року в матчі проти «Львова» в рамках останнього туру Першої ліги України 1998/99. Зустріч завершилася поразкою запорожців з рахунком (1:5). За підсумками турніру «Торпедо» посіло третє місце й мало виступати в матчі за право брати участь у Вищій лізі України, однак через оголошення клубу банкрутом у поєдинку зіграла команда «Черкаси».
Другу половину сезону 1999/00 років провів у запорізькому «Вікторі» в Другій лізі і зайняв разом з командою останнє 14 місце. У наступному сезоні був гравцем СДЮШОР-Металург і знову з запорізькою командою посів останнє місце. У сезоні 2001/02 років повернувся в «Торпедо», яке виступало у Другій лізі. У складі команди Прокопченко став гравцем основного складу. Взимку 2003 року побував на перегляді в мінському «Динамо». Наступний сезон (2002/03) завершився для Віталія останнім місцем у Другій лізі і вильотом команди з професіонального футболу, після чого він грав в аматорському чемпіонаті України за запорізький Спартак-ЗІДМУ. Влітку 2004 року побував на перегляді в мелітопольському «Олкомі».
Влітку 2005 року на запрошення головного тренера клубу Олександра Гайдаша перейшов в ялтинський «Ялос». Прокопченко став найкращим бомбардиром команди з 7 забитими м'ячами. «Ялос» зайняв 4 місце, але по закінченню турніру був розформований. Його новою командою став інший кримський колектив — армянський «Титан», разом з яким він став бронзовим призером Другої ліги і зайняв друге місце в списку бомбардирів турніру з 18 забитими м'ячами, поступившись Олегу Губському з «Фенікса-Іллічовця».
Влітку 2007 року підписав контракт з «Кримтеплицею» з Молодіжного, яку очолював Олександр Гайдаш. У листопаді 2007 року став переможцем Кубка Кримтеплиці, на якому був визнаний кращим гравцем. У лютому 2008 року побував на зборі команди в Туреччині. У стані «тепличників» провів один сезон у Першій лізі, ставши другим бомбардиром в команді після Олександра Саванчука з його дев'ятьма забитими м'ячами. Напередодні початку наступного сезону перейшов у «Фенікс-Іллічовець» з села Калініно, який тренував Олександр Гайдаш. У зв'язку з фінансовими проблемами клубу Прокопченко покинув його в статусі вільного агента після закінчення осінньої частини турніру. Віталій став найкращим бомбардиром команди в Першій лізі з 12 забитими м'ячами, відзначившись при цьому п'ятьма дублями. У Кубку України сезону 2008/09 років «Фенікс-Іллічовець» дійшов до 1/8 фіналу, по ходу турніру обігравши «Севастополь» (2:1), а потім «Кривбас» (2:1), який виступав у Прем'єр-лізі України. Прокопченко відзначився зголами в обох матчах.
У лютому 2009 року підписав контракт з ужгородським «Закарпаттям». Разом з командою він став переможцем Першої ліги й допоміг команді увійти до вищого дивізіону. За підсумками турніру Прокопченко зайняв 6 місце в списку бомбардирів з 13 забитими м'ячами. Разом з командою провів літні збори в Криму. У липні 2009 року провів одну гру в рамках молодіжної першості. У підсумку він повернувся в Першу лігу в команду «Олександрія». Дебютував у футболці «поліграфів» 12 вересня 2009 року в переможному (3:0) домашньому поєдинку 9-о туру Першої ліги проти тернопільської «Ниви». Ігор вийшов на поле на 68-й хвилині, замінивши Руслана Зейналова. Дебютним голом за олександрійців відзначився 23 вересня 2009 року на 42-й хвилині переможного (4:1) домашнього поєдинку 11-о туру першої ліги проти бурштинського «Енергетика». Прокопченко вийшов у стартовому складі, а на 60-й хвилині його замінив Денис Пономар. У складі ПФК зіграв 8 матчів та відзначився 2-а голами. У лютому 2010 року разом з ПФК «Олександрією» брав участь в зборах в Туреччині, але незабаром покинув розташування команди. У лютому 2011 року побував на перегляді в чернівецькій «Буковині».
З 2011 по 2015 рік, з перервами, грав за міні-футбольну команду «Імекс» в обласних турнірах Запорізької області. У 2011 році «Імекс» виборов друге місце в чемпіонаті Запоріжжя, а Віталій став найкращим бомбардиром команди. У 2015 році разом з командою завоював срібні медалі відкритого Кубка Запоріжжя.
У 2012 році грав у чемпіонаті Запорізької області за «Таврію-Скіф» з села Розділ. Влітку 2012 року, після більш ніж дворічної перерви в професійному футболі, повернувся в армянський «Титан». Прокопченко посів четверту сходинку в списку найкращих бомбардирів з 13 голами в Першій лізі. Він тричі потрапляв в символічну збірну туру сайту Football.ua, увійшов до символічної збірної другого півріччя і як резервний гравець до символічної збірної турніру за версією Football.ua. У червні 2013 року покинув команду як вільний агент.
Після цього футболіст уклав угоду з охтирським «Нафтовиком-Укрнафта». Одним з пунктів контракту було те, що Прокопченко не зіграє проти свого колишнього клубу в першій частині сезону. Також він міг перейти в харківський «Геліос». У складі команди не був основним нападником, забив 3 м'ячі в Першій лізі і по закінченню турніру покинув клуб.
З 2014 року по 2015 рік знову виступав за аматорський колектив «Таврія-Скіф». Разом з командою став переможцем першості Запорізької області в 2014 і 2015 роках. У лютому 2015 року разом з командою дійшов до 1/4 фіналу Кубка Придніпров'я. За підсумками другого етапу аматорського чемпіонату України 2015 групі Б Прокопченко став кращим бомбардиром з 9 голами. У 2015 році грав за запорізький «Мотор-Січ».

## Досягнення
«Титан» (Армянськ)
- Друга ліга чемпіонату України
  -  Бронзовий призер (1): 2006/07

«Закарпаття»
- Перша ліга чемпіонату України
  -  Чемпіон (1): 2008/09

## Особисте життя
Одружений, виховує доньку.

## Статистика
| Сезон   | Клуб                   | Ліга               | Чемпіонат | Чемпіонат | Кубок | Кубок |
| Сезон   | Клуб                   | Ліга               | Матчі     | Голи      | Матчі | Голи  |
| ------- | ---------------------- | ------------------ | --------- | --------- | ----- | ----- |
| 1998/99 | «Торпедо» (Запоріжжя)  | Перша ліга України | 1         | 0         | 0     | 0     |
| 1999/00 | → «Віктор» (Запоріжжя) | Друга ліга України | 13        | 0         | 0     | 0     |
| 2000/01 | → «СДЮШОР-Металург»    | Друга ліга України | 28        | 4         | 0     | 0     |
| 2001/02 | «Торпедо» (Запоріжжя)  | Друга ліга України | 26        | 6         | 0     | 0     |
| 2002/03 | «Торпедо» (Запоріжжя)  | Друга ліга України | 28        | 6         | 1     | 0     |
| 2005/06 | «Ялос»                 | Друга ліга України | 26        | 7         | 3     | 1     |
| 2006/07 | «Титан» (Армянськ)     | Друга ліга України | 28        | 18        | 2     | 0     |
| 2007/08 | «Кримтеплиця»          | Перша ліга України | 35        | 9         | 1     | 0     |
| 2008/09 | «Фенікс-Іллічовець»    | Перша ліга України | 17        | 12        | 3     | 2     |
| 2008/09 | «Закарпаття»           | Перша ліга України | 13        | 1         |       |       |
| 2009/10 | «Олександрія»          | Перша ліга України | 8         | 2         |       |       |
| 2012/13 | «Титан» (Арм)          | Перша ліга України | 32        | 13        | 1     | 1     |
| 2013/14 | «Нафтовик-Укрнафта»    | Перша ліга України | 23        | 3         | 1     | 0     |

Джелела:
- Статистика — Профіль футболіста на сайті FootballFacts.ru (рос.)